# Porträt von Nicolaus Kratzer
Das Porträt von Nicolaus Kratzer ist ein Bildnis des deutschen Mathematikers und Astronomen Nicolaus Kratzer (1487–1550). Es wurde 1528 von Hans Holbein dem Jüngeren (1497/98–1543) vermutlich im Auftrag des englischen Königs Heinrich VIII. (1491–1547) gemalt. Kratzer war von 1519 bis zu seinem Tod Hofastronom von Heinrich VIII. und Eduard VI. (1537–1553). Das Gemälde ist ein typisches Beispiel für die detailrealistische Porträtmalerei der Renaissance.

## Beschreibung
Das Porträt von Nicolaus Kratzer zeigt diesen als Halbfigur an einem Tisch sitzend im Halbprofil, wobei Kratzer nachdenklich innehaltend nach rechts am Betrachter vorbei blickt. Entsprechend der Mode seiner Zeit trägt er eine dunkelbraune Schaube mit weiten Ärmeln und schwarzem Pelzbesatz sowie auf dem Kopf ein schwarzes Barett. Unter der Schaube blitzen ein weißes Hemd mit Spitzenkragen und ein roter Stoff hervor. Auch mit diesem kleinen Farbakzent wirkt die Kleidung schlicht und trotzdem kostbar, wobei Schaube und Barett vermutlich aus Samt oder Seide und das Hemd aus Leinen sind.
In seinen auf dem Tisch ruhenden Händen hält Kratzer rechts einen Zirkel und links eine halbfertige polyedrische Sonnenuhr mit zehn Seiten. Vor ihm liegen der Gnomon der Sonnenuhr sowie Werkzeuge wie Lineal, Holzstichel, Schere und Hammer. Ganz links unten im Bild liegt auf dem Tisch ein Blatt Papier, auf dem in Handschrift auf Lateinisch steht: „Bildnis nach dem Leben gezeichnet von Nicolaus Kratzer aus München. Er war ein Bayer [und] vollendete zu jener Zeit gerade sein zweiundvierzigstes Jahr.“ Darunter ist noch die Jahreszahl 1528 geschrieben.
Rechts hinter dem Astronomen hängen an der Wand ein weiteres Lineal, ein Schraubstock und noch ein Zirkel. Links hinter ihm in einer Wandnische sind ein Quadrant (der ungewöhnlich nicht viertel-, sondern halbkreisförmig ist) und eine zylindrische Höhensonnenuhr („Hirtenuhr“) zu sehen. Letztere zeigt die Monate März bis Mai an und damit möglicherweise die Zeit, in der das Porträt gemalt wurde. Dies stimmt auch damit überein, dass Holbein im Sommer 1528 für vier Jahre nach Basel zurückkehrte und dort im August ein Haus kaufte.

## Deutung
Nicolaus Kratzer stand seit 1519 als Hofastronom in den Diensten von Heinrich VIII., wo er unter anderem für die königlichen Uhren zuständig war. Daneben lehrte er Mathematik und Geometrie an einer von Thomas Morus eingerichteten Privatschule und an der Universität Oxford. Kratzer stellte außerdem verschiedene astronomische Instrumente wie Sonnenuhren her, von denen aber keine erhalten sind. Er genoss am englischen Hof offenbar hohes Ansehen, denn er blieb Hofastronom bis zu seinem Tod im Jahr 1550 und somit auch noch unter Heinrichs Nachfolger Eduard VI.
Das Porträt von Nicolaus Kratzer zeigt diesen bei der Herstellung einer polyedrischen Sonnenuhr. Seine schlichte, aber kostbare Kleidung zeigt Wohlstand ohne Prunk und drückt gleichermaßen Bescheidenheit und Selbstbewusstsein aus. Die Werkzeuge und sein nachdenklicher Blick stehen für das handwerkliche Können und intellektuelle Wissen des Astronomen. Holbein hat einen Meister seines Fachs bei der Arbeit festgehalten.
Aus heutiger Sicht erscheint es ungewöhnlich, dass auf dem Bildnis eines Astronomen keine optischen Geräte zur Himmelsbeobachtung zu sehen sind. Allerdings wurden Fernrohre erst rund 80 Jahre nachdem das Gemälde entstand am Anfang des 17. Jahrhunderts erfunden.

### Zur Rolle von Hofastronomen
Im Laufe der Geschichte war die Astronomie ursprünglich kaum von der unwissenschaftlichen Astrologie zu trennen. Daher hatten Hofastronomen früher häufig auch die Aufgabe, ihren Herrschern die Zukunft vorherzusagen. Später waren sie beispielsweise für die Zeitmessung oder die Landesvermessung zuständig. Nicolaus Kratzer war ein Hofastronom neuzeitlicher Art, der seinem Herrscher keine Weissagungen machte, sondern ihm im Zeitgeist der Renaissance mit handwerklicher und wissenschaftlicher Präzision diente.
Ein bekannter Hofastronom ist das 1675 von Karl II. für das britische Königshaus geschaffene Amt des Astronomer Royal. Dies war fast drei Jahrhunderte dem Direktor des Royal Greenwich Observatory vorbehalten, ist jedoch seit 1972 ein Ehrentitel für verdiente britische Astronomen.

## Provenienz

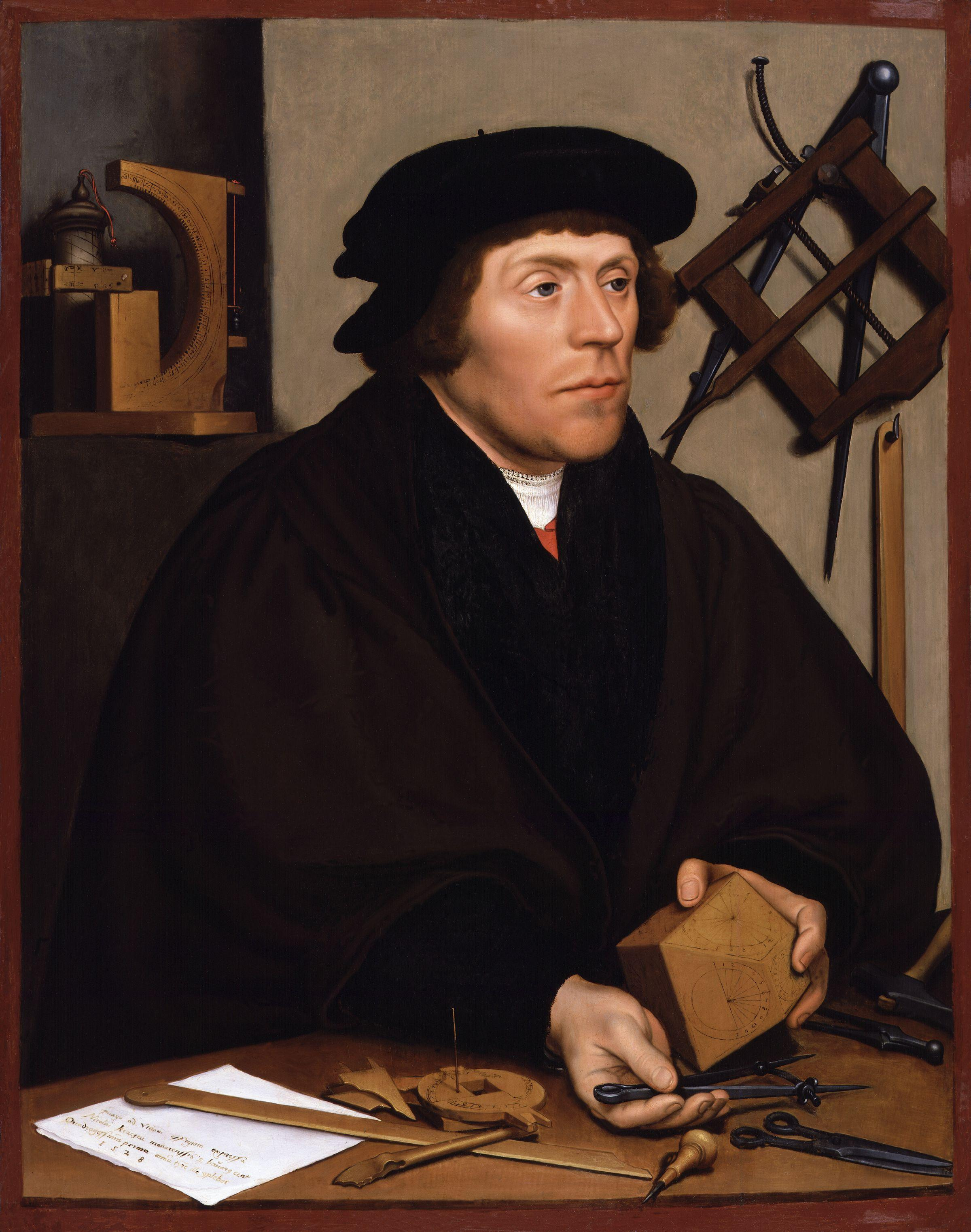
Kopie des Porträts von Nicolaus Kratzer eines unbekannten Künstlers aus dem späten 16. Jahrhundert

Die Provenienz des Porträts von Nicolaus Kratzer ist nahezu lückenlos überliefert. Allerdings ist nicht bekannt, wie es um 1600 in den Besitz von Sir Walter Cope (1553–1614) kam, der ein leitender Hofbeamter unter dem englischen König Jakob I. (1585–1625) war. Anschließend wurde das Gemälde aber vom englischen Adeligen und Diplomaten Thomas Howard, 21. Earl of Arundel (1585–1646) erworben, der auch ein bedeutender Kunstsammler war. Howard nahm das Porträt 1642 mit in die Niederlande, wo es später im Inventar seiner Witwe Alethea Howard, Countess of Arundel (1585–1654) genannt wird. Der jüngste Sohn William Howard, 1. Viscount Stafford (1614–1680) erbte das Gemälde und ließ es 1662 verkaufen.
Der neue Besitzer, der deutsche Kaufmann und Kunstsammler Eberhard Jabach (1618–1695), veräußerte das Porträt wiederum 1671 an den französischen König Ludwig XIV. (1638–1715), sodass es Teil der königlichen Sammlungen wurde. Seit der Louvre in Paris im Sommer 1793 in Folge der Französischen Revolution erstmals ein öffentliches Museum wurde, gehört das Porträt zu den Ausstellungsstücken. Heute wird das Gemälde im Saal 809 in der zweiten Ebene des Flügel Richelieu des Louvre ausgestellt.

### Kopie aus dem späten 16. Jahrhundert
Im späten 16. Jahrhundert wurde von dem Porträt von Nicolaus Kratzer von einem unbekannten Künstler eine Kopie angefertigt. Dieses Gemälde ist mit 81,9 × 64,8 cm ein wenig kleiner als das Original und befindet sich heute in der National Portrait Gallery in London.

## Einordnung ins Gesamtwerk
Hans Holbein der Jüngere malte während seiner Zeit in England zwischen 1526 und 1528 sowie von 1531 bis zu seinem Tod im Jahr 1543 überwiegend Porträts bedeutender Persönlichkeiten in London und am englischen Hof. Ab 1536 war Holbein sogar offizieller Hofmaler von König Heinrich VIII. Das Porträt von Nicolaus Kratzer ist ein vergleichsweise frühes Beispiel seines Schaffens in England und steht in einer ganzen Reihe ähnlicher Porträts.

Hans Holbein der Jüngere: ähnliche Porträts
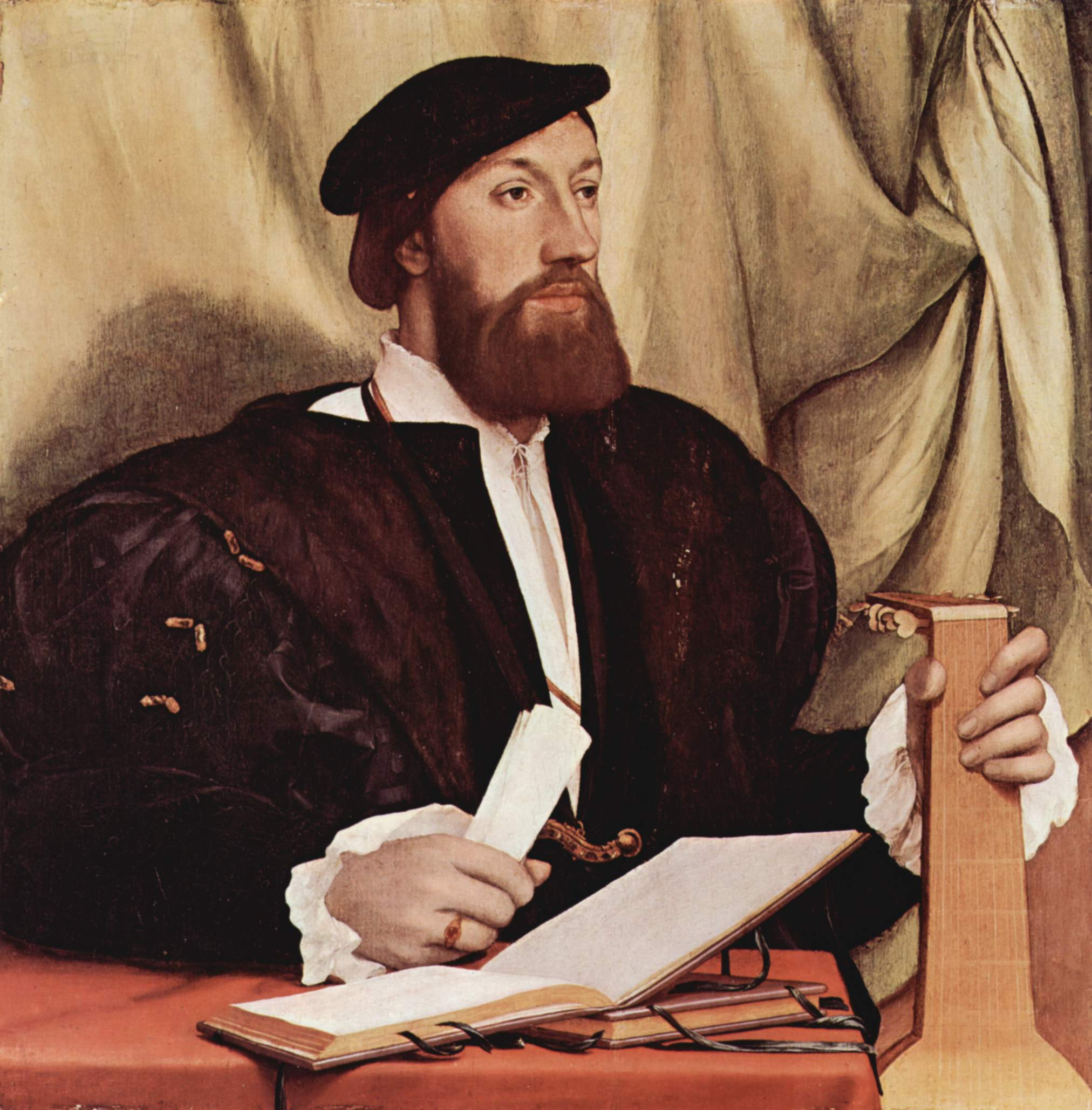
Junger Mann mit Notenbuch und Laute, 1526/27
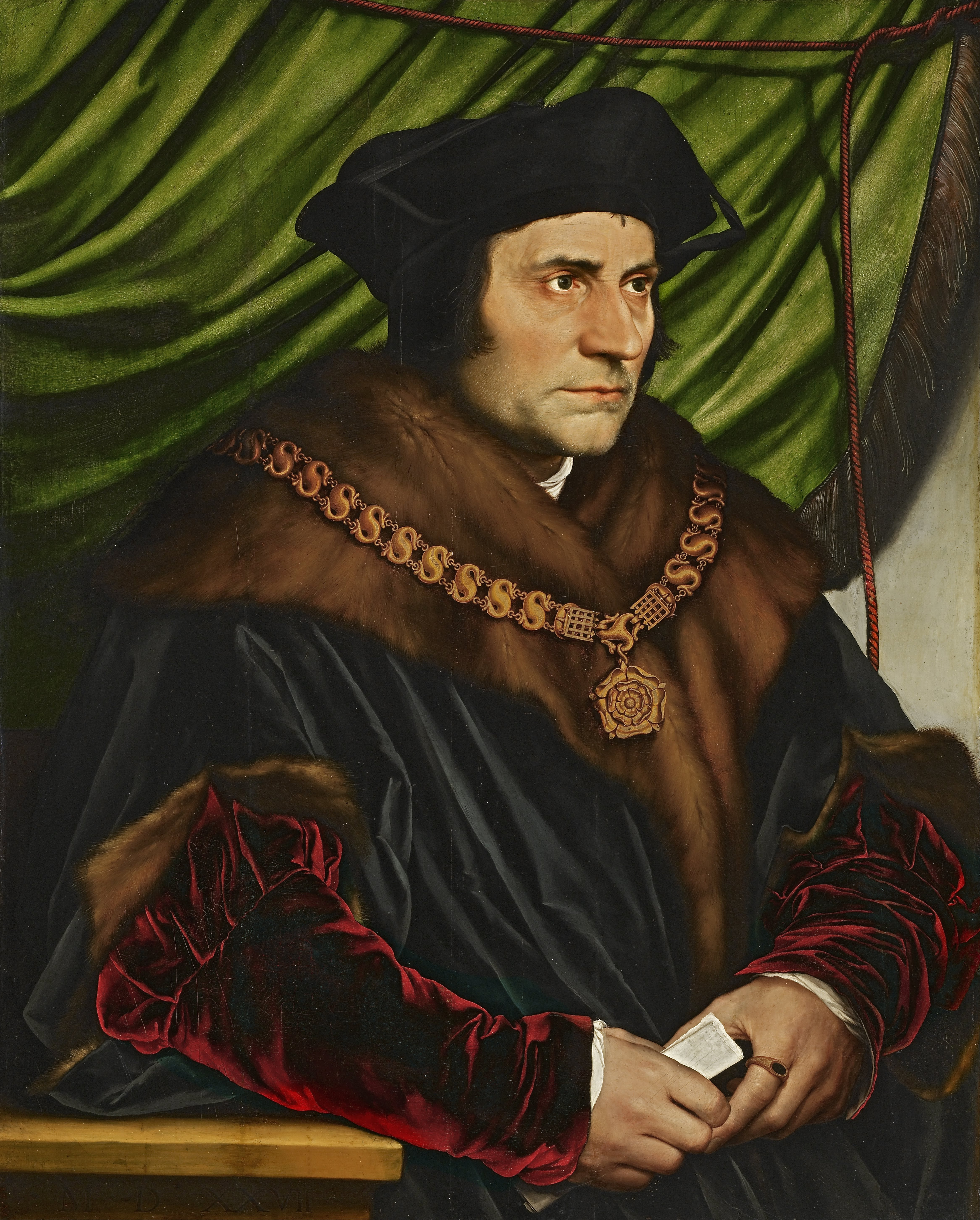
Porträt von Thomas Morus, 1527
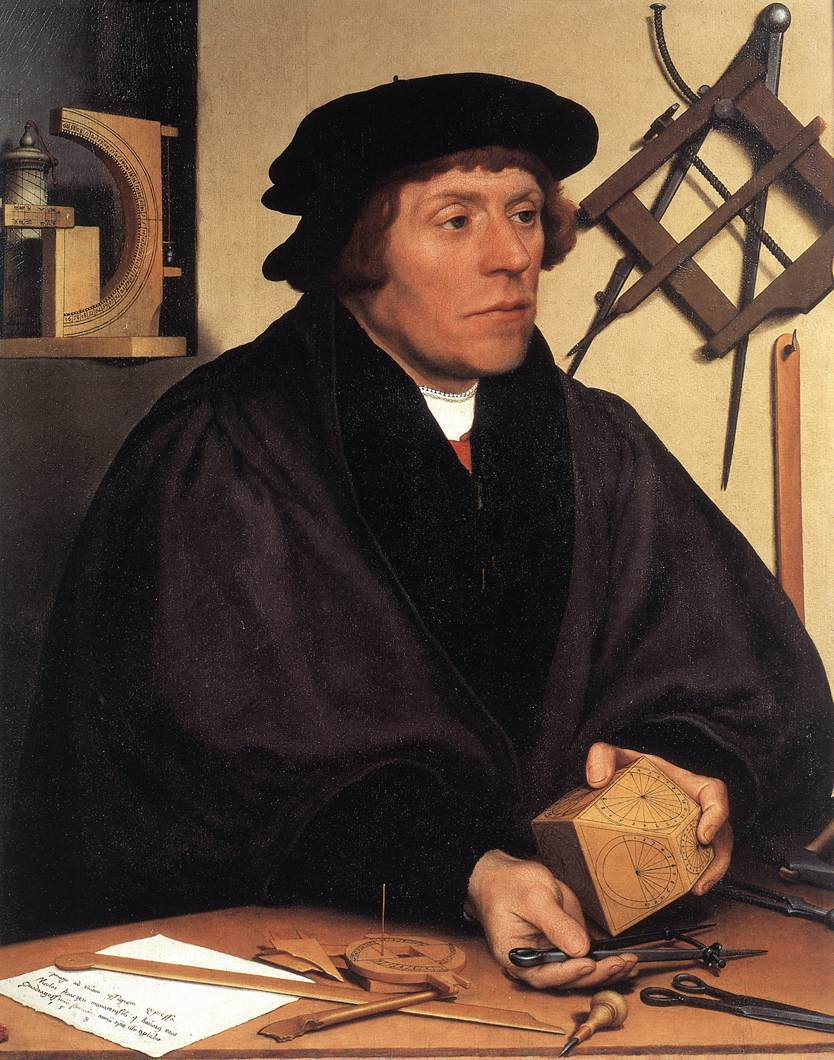
Porträt von Nicolaus Kratzer, 1528
Porträt von Georg Gisze, 1532
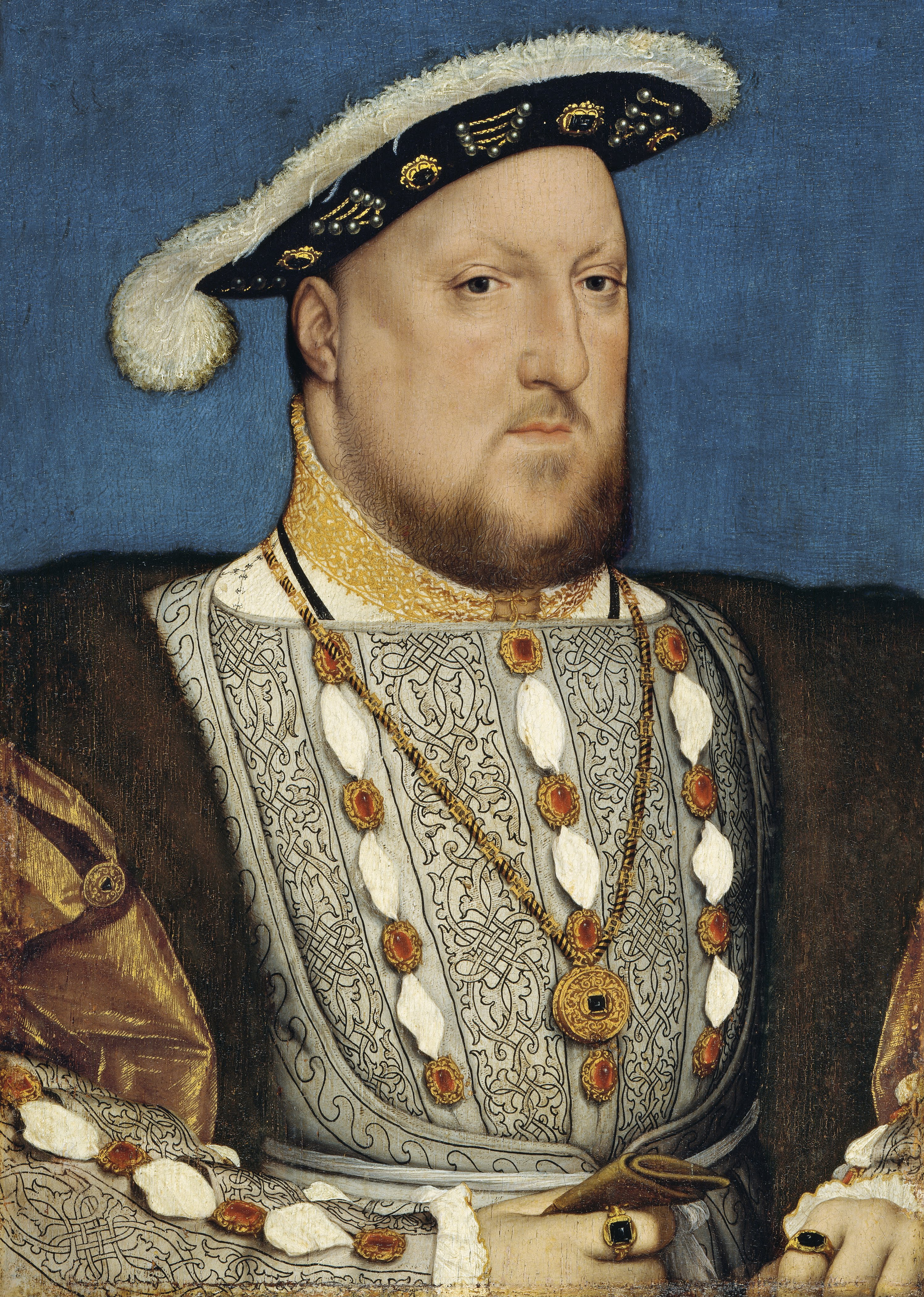
Porträt von Heinrich VIII., um 1537

Die Gesandten von Hans Holbein dem Jüngeren von 1533

Die Porträtierten werden häufig als Halbfigur im Viertel-, Halb- oder Dreiviertelprofil dargestellt. Wiederkehrende Motive sind auch die Attribute der Berufe von Dargestellten, wie beim Jungen Mann mit Laute und Notenbuch oder beim Porträt von Thomas Morus mit seiner Amtskette. Ein weiteres Beispiel ist das Porträt von Georg Giese, in dem man den Porträtierten anhand von Briefen, Rechnungsbuch und Waage als Kaufmann erkennen kann.
Die Attribute von Nicolaus Kratzer sind seine Werkzeuge und astronomische Instrumente. Ähnliche Instrumente stellte Holbein später auch auf seinem Gemälde Die Gesandten von 1533 dar. In einem Regal zwischen den beiden Männern sieht man verschiedene astronomische und mathematische Messinstrumente, unter denen sich wie bei Kratzer eine zylindrische Höhensonnenuhr, ein halbkreisförmiger Quadrant und eine polyedrische Sonnenuhr befinden.